# Метин Октай
Метин Октай (роден на 2 февруари 1936, починал на 13 септември 1991) по прякор „Некоронован крал“ от феновете на Галатасарай, е турски футболист и един от най-успешните голмайстори в Турция. Умира в Истанбул на 13 септември 1991 г. в автомобилна катастрофа.

## Ранни години
Метин Октай е роден в Каршъяака, Измир, на 2 февруари 1936 г. Баща му е обикновен работник, а майка му е домакиня.

## Отличия
- Галатасарай
  - Истанбулска футболна лига: 2
    - 1955 – 1956, 1957 – 1958

  - Турска Супер кига: 2
    - 1962 – 1963, 1968 – 1969

  - Купата на турция: 4
    - 1962 – 1963, 1963 – 1964, 1964 – 1965, 1965 – 1966

  - Суперкупата на турция: 2
    - 1966, 1969

  - Купата на TSYD: 3
    - 1963, 1966, 1967